# Stomodeum

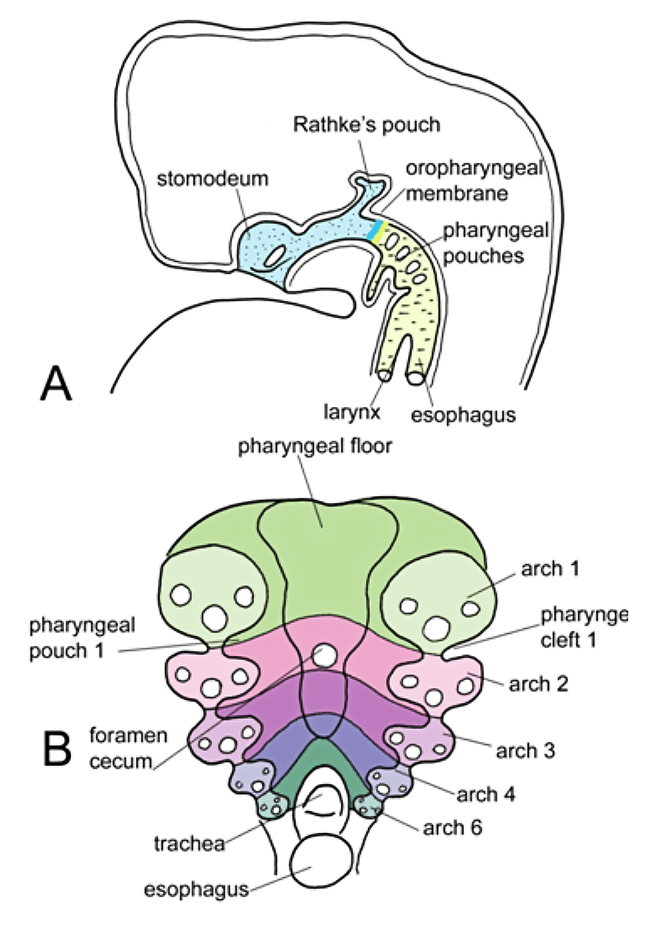
Stomodeum en farynx. oropharyngeal membrane: membrana buccopharyngea, pharyngeal pouch: kieuwzakje, pharyngeal cleft: kieuwspleet, arch: kieuwboog. ectodermaal is blauw, mesodermaal is geel.

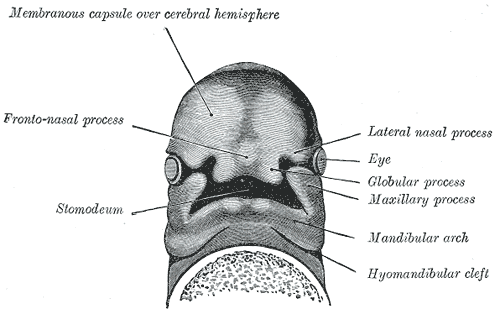
Stomodeum bij een 29 dagen oud menselijk embryo

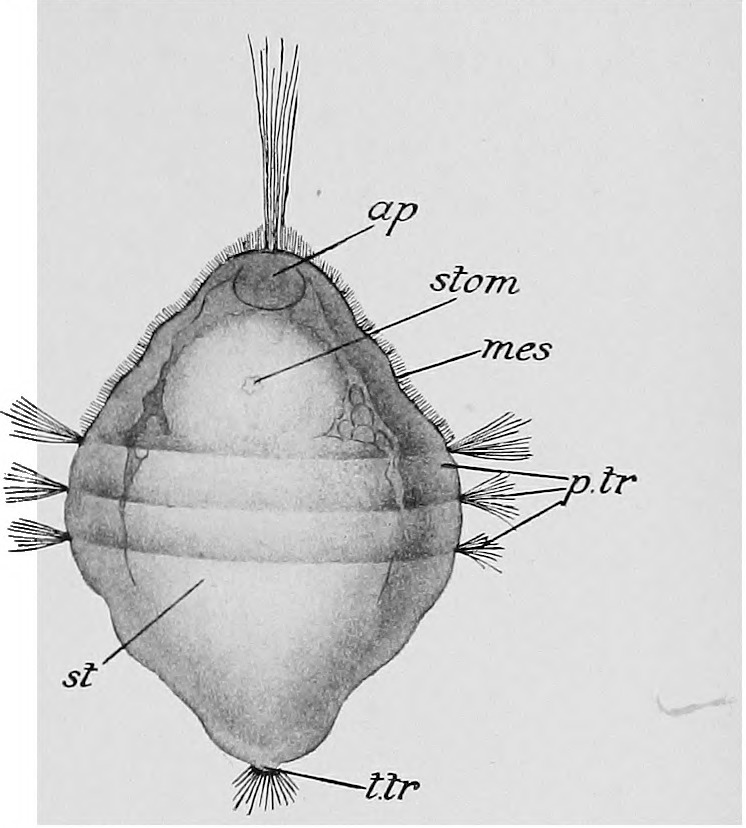
Stomodeum (stom) van een Dentalium trochophore larve

Het stomodeum, ook wel stomatodeum of stomatodaeum genoemd, is een holte tussen de hersenen en het hartzakje tijdens de embryonale ontwikkeling. Het stomodeum wordt bekleed door een ectodermaal membraan. Het stomodeum is de primitieve voorloper van de mond en de voorkwab van de hypofyse en geeft aanleiding tot de vorming van de adenohypofysaire placode en de neusplacoden. Het omvat de mondholte als zodanig en de neusholte, aangezien er in die periode van de embryonale ontwikkeling geen scheiding tussen beide is. Later worden deze holtes gescheiden door het gehemelte.
De mond ontstaat deels uit het stomodeum en deels uit het onderste deel van de voordarm. In het menselijk embryo wordt de mondholte in de 4e en 5e week verder verkleind door de ontwikkeling van vijf uitstulpingen: een voorhoofdsrand, twee bovenkaaksbeenribbels en twee onderkaakribbels. Deze ribbels spelen een sleutelrol bij het vormgeven van het gezicht. In de richting van de keelholte ligt de mondopening tussen de eerste twee kieuwbogen.
Door de groei van de bovenkant van het hoofd van het embryo en het naar voren buigen van het hoofd komen het pericardiale gebied en het membrana buccopharyngea aan de ventrale zijde van het embryo te liggen.
Met de verdere expansie van de hersenen en de voorwaartse uitstulping van het pericardium, wordt het membrana buccopharyngea tussen deze twee uitsteeksels ingedrukt. Deze indeuking vormt het stomodeum. Bij de volwassenen is er van het membraan niets meer terug te vinden.
Het zakje van Rathke ontwikkelt zich vanuit de bovenkant van het stomodeum en dringt door tot in het hoofd.
De lippen, tanden en tandvlees worden gevormd uit de wanden van het stomodeum, maar de tong ontwikkelt zich in het onderste deel van de farynx.

## Geleedpotigen en schelpdieren
Het voorste darmgedeelte van de geleedpotigen wordt ook stomodeum genoemd. Het stomodaeum is hier een deel van de darm van de geleedpotigen dat het gebied van de mondholte en de voordarm omvat. Vanwege zijn ectodermale oorsprong, zoals het proctodeum, is het bekleed met een cuticula gemaakt van chitine en wordt het dienovereenkomstig tijdens de vervelling afgestoten. Ook schelpdieren (Scaphopoda) hebben en stomodeum. 
Bij de meeste geleedpotigen bestaat het stomodeum uit de mondholte en de aangrenzende slokdarm. In dit deel kan het zich uitbreiden met de middendarm (maag) en, zoals bij veel insecten, een krop, bij verschillende geleedpotigen (zwaardstaarten (Xiphosura), Malacostraca, veel insecten ) een spiermaag of in het geval van de webspinnen een zuigmaag. In deze structuren kunnen zich vanuit de cuticulaire binnenwand complexe ribbels, klemmen, tanden, vallen of kauwplaten vormen . Bij sommige kreeftachtigen, vooral soorten pissebedden (Isopoda ) , naaldkreeftjes (Tanaidacea) en zeekomma's  (Cumacea), is het proctodeum enorm langwerpig en strekt zich bijna uit tot aan het stomodeum, terwijl de middendarm is verplaatst naar de spijsverteringsklier.